# Hudești, Botoșani
Hudești este satul de reședință al comunei cu același nume din județul Botoșani, Moldova, România.

## Așezarea geografică
Satul Hudești este așezat în partea de nord-est a României pe malul drept al râului Prut, la intersecția șoselei DN29A Dorohoi - Darabani cu părăul Bașeu. Șoseaua intră pe teritoriul comunal la kilometrul 23 trecând prin satul Mlenăuți. Satul Hudești se află la 67km de municipiul Botoșani și la 25km de stația CFR din Dorohoi. Comuna se învecinează la nord cu Republica Ucraina, la est cu comuna Concești, la sud-est de satul Havârna iar la vest cu comuna Suharău.
Comuna Hudești are șase sate: Baranca, Alba, Hudești ( Lupeni ), Vatra, Bașeu și Mlenăuți. De comună mai aparțin cătunele Lișna Nouă, cunoscută în trecut sub numele de Novosălița Hudințăilor, Podiș și în trecut cătunul Cuzoaia până aproape de anul 2010, astăzi fiind dispărut. Distanța măsurată din centrul satului Hudești până la Alba este de 2.5km, 1km până la Bașeu, 2.5km până la Mlenăuți, 2km până la Vatra și 4.5km până la Baranca.

## Istoric

### Originea numelui
| \| Comuna Hudești ( format aflat în construcție ) \| |                      |                      |
| Istorie                                              | Etnografie           | Toponimie            |
| Nisip cuarțos                                        | Geografie            | Vestigii arheologice |
| Biserica Sf.Gheorghe                                 | Biserica Sf.Voievozi | Conacul Lățescu      |
| Personalități                                        | Situl La Cetățuie    | Școala               |
| Modifică text                                        |                      |                      |
| Comuna Hudești ( format aflat în construcție )       |                      |                      |

| Comuna Hudești ( format aflat în construcție ) |

Hudeștiul a purtat în trecut numele de Lupeni. Toponimul Hudești a apărut pentru prima oară într-un act emis de Iancu Vodă la data de 20 ianuarie 1582, iar numele de Hudeștii Mari  era numele moșiei după proprietarul ei Druja Hudici și Petru Hudici, ultimul fiind și membru în Sfatul Domnesc. Numele de Hudici apare într-un document din 1436. În multe alte documente istorice apar numele Hudinți, Hudințăi și Hudinschi. Denumirea de Hudineț a fost folosită până în 1582. În harta lui F.W. Bawr din 1781 se menționează numele de Gudechti. Satele Lupeni și Vatra sunt considerate ca cele mai vechi localități din această zonă. Numele de Hudești al moșiei de aici a fost folosit până în anul 1945.
În locul unde astăzi se află centrul satului Hudești a existat satul Lupeni, cel care este atestat prin documentele istorice. În opinia lui Gheorghe Apătăchioae, numele lui ar veni de la marele vornic Lupu Costache (1716), fiul lui Gavriliță Costache care era căsătorit cu Ruxandra Balș. Acesta avea în proprietate moșia Hudești pe lângă alte posesiuni din ținutul Dorohoiului. Mai târziu, cătunele înconjurătoare și satul Lupeni au trecut în proprietatea lui Mihalache Costache, un descendent de-al lui Costache Lupu. Tradiția orală oferă o altă perspectivă asupra originii numelui de Lupeni. Bătrânii satului au spus că numele vine de la un loc numit Lupărie, care se află între râpile Carieră și Valea Țurcanilor.

### Atestări documentare
De-a lungul timpului satul a cunoscut mai multe denumiri, numele de „Hudeștii Mari” apărând pentru prima oară într-un document din 27 aprilie 1635 prin care pârcălabul de Hotin, Pătrașco Ciogolea, primește întărire pentru „... dreptele lui ocini și danie, din ispisocul de danie și miluire de la Moiseiu Moghila voievod, un sat, anume Hudeștii Mari [s. n.], care este în ținutul Dorohoiului, pe Bașeu, cu vaduri de moară și cu loc de iaz în Bașeu, care, acest sat, a fost de moștenire lui Moise voievod, și l-a miluit cu acest sat, din privilegiul de întărire pe care l-a avut bunicul lui, Dumitru Movilă, fiul lui Văscan Moghilița fost pârcălab, nepotul lui Iațco Hudici, strănepotul lui Pătru Hudici, de la Iliaș voievod cel Bătrân și de la Ștefan voievod cel Bătrân”. Din acest text se poate deduce că în numele de „Hudeștii Mari” este foarte probabil ca să fie asimilate prin moștenirile și daniile care s-au făcut succesiv către reprezentanții familiei Hudici și mai apoi către familia Movilă, mai multe sate care erau situate pe râul Bașeu de o parte și de alta a lui.
Cercetătorii care au analizat și studiat documentele istorice, nu s-au concentrat până în anul 2009 asupra identificării atestărilor documentare ale satelor comunei sau a satului Hudești. Ei au menționat că cele trei denumiri găsite ale localității, „Hudineț”, „Hudinți” și „Hudești”, sunt cu certitudine amintite în documentele cancelariilor din secolele XV - XVI însă, nu au putut afirma fără echivoc o primă atestare credibilă a localității. Pe de o parte, informațiile găsite în Documenta Romaniae Historica, A Moldova, în documentele de cancelarie din 13 decembrie 1421, din 14 aprilie 1435 și 19 septembrie 1436,, fac referire doar la prezența boierului Druja Hudici în Sfatul domnesc al lui Alexandru cel Bun și pe de altă parte, despre dania pe care a primit-o Petru Hudici de la Ștefan Vodă, fiul lui Alexandru cel Bun. De asemenea, dania atestă  și prezența lui Petru Hudici în Sfatul domnesc din anul 1436. Este o certitudine că în aceste documente nu există nicio mențiune despre toponimele „Hudinți” sau „Hudineț”. Pentru deslușirea vechimii așezărilor din această zonă, cercetătorii au afirmat că este necesar un studiu aprofundat al documentelor istorice care se regăsesc în colecțiile de arhivă din a doua jumătate a secolului al XV-lea și a celor din secolul al XVI-lea.
Din analiza care s-a făcut asupra documentelor istorice din perioada medievală, în care se găsesc referiri despre înființarea și dezvoltarea satelor din Moldova, rezultă cu claritate că a existat un sat „Hudineț” al cărui nume, în opinia lui Gheorghe Apătăchioae, ar fi fost vechea denumire a satului Hudești, deci și a comunei cu același nume. Din aceleași documente reiese și numele de „Milinăuți”, fostul nume al Milenăuțului de astăzi.
Ion Bogdan în lucrarea sa Despre cnejii români publicată în anul 1903 a arătat că „... este incontestabil că mare parte din satele moldovenești au fost înființate de cneji, juzi sau hatmani care căpătau dreptul de a aduna oameni de prin țară și din țări străine ca să înființeze sate noi”. Bogdan a menționat mai multe sate care au luat numele întemeietorilor, așa cum sunt Bălănești de la Bălan, Pașcani de la Pașca, Ostopceni de la Ostopec, Milești de la Milea, Oniceni de la Onica ș.a.m.d.
Constantin C. Giurăscu a făcut un studiu despre numele cetăților moldovene, târgurilor și orașelor și a menționat că „... E foarte posibil ca unii dintre martorii actelor domnești din secolele XIV - XV, desemnați prin numele lor și al localităților unde ședeau, să nu fie numaidecât dregători din aceste localități, ci boieri sau stăpâni de moșii avându-și reședința acolo. Dacă „Ștefan de Hotin”, menționat la 3 februarie 1397 a fost după toate probabilitățile pârcălabul cetății respective, în schimb Isaia de la Baia, menționat în actul de la 19 septembrie 1436 se numește așa pentru că își avea așezarea aici, în acest târg, după cum alți boieri pomeniți în același act își aveau așezările la Lipnic, Hudineț, Zăbrăuți, Șerbănești, Tutova etc.”
Nicolae Iorga în Studii asupra evului mediu românesc a pomenit despre boierii din timpul domniei lui Ilie Voievod și pe Petru lui Huda ( din Hudești ).
Ca urmare a acestor considerații se poate trage concluzia că satul „Hudineț” și-ar trage denumirea de la familia vornicului Hudici care a avut în proprietate aceste locuri. Iațco Hudici a fost predecesorul familiei Movilă care a ridicat la tronul Moldovei la sfârșitul secolului al XVI și la începutul celui următor șase domnitori - Ieremia Movilă, Simion Movilă, Constantin Movilă, Alexandru Movilă, Mihail Movilă și Moise Movilă. Mihai Costăchescu a precizat că „... familia Movileștilor era coborâtoare, probabil prin femei, din vechea familie Hudici”.
Din toate aceste mențiuni documentare se vede cum satul „Hudineț” a ajuns în proprietatea familiei Movilă timp de peste 100 ani. Paharnicul Ioan Movilă și vornicul Ieremia Movilă au pomenit într-un document din 20 decembrie 1528 că sunt descendenți ai logofătului Ioan Moghilă, Iațco Hudici și Petru Hudici și că aveau în posesie satul „Hudineț”, localizat pe râul Bașeu.
Numele „Hudești”, cu vechea denumire „Lupeni”, a fost descoperit ca dată de atestare într-un document de pe vremea domnitorului Iancu Sasul din 20 ianuarie 1582. În timpul domniei lui Iancu Sasul, Dumitru Moviliță, membru al familiei Movilă, nepot de-al lui Iațco Hudici a vândut marelui vornic Iurescu o parte din satul Hudești „... jumătatea de jos și cu iazuri și cu mori în Bașeu […] pentru 40.000 de aspri”. În același an Iancu Sasul a emis un document de întărire vornicului Ieremia Movilă și paharnicului Simion Movilă pentru câteva sate, printre care „... satul Hudințăi cu case pe Bașău și cu mori și cu heleștei și cu poieni de fânaț ce se numesc  Băranca și cu bălți de pești pe Prut în ținutul Dorohoiului... și o bucată de loc, de către Mlenăuți ce se numește Novosălița Hudințăilor [ Lișna Nouă, n. a. ]”
Moșia Hudești a intrat în posesia Movileștilor și altor boieri, așa cum au fost hatmanul și pârcălabul de Suceava Isac Balica ( 1612 ), pârcălabul de Hotin Ignat Ciogolea ( 1630 ), Pătrașcu Ciogolea ( 1634 ), strănepoata Ileana a lui Ioan Movilă căsătorită cu Miron Costin ( 1659 ) și familia Costache Boldur-Lățescu prin Ilie Costache, apoi spătarul Mihail Costache Boldur-Lățescu ( zis Mihalache ), Gheorghe Costache Boldur-Lățescu ( zis Iordache ) care a fost vistiernic, logofăt și hatman în armata moldovenească până în 1857, anul decesului. Iancu Boldur-Lățescu ( Ion Boldur-Lățescu după alte documente ) a vândut-o apoi în 1891 fraților Gheorghe, Ion și Ilie Ciolac.
Așa cum reiese din documentele emise de inginerul hotarnic Alfred Deusch - Planul moșiei Hudeștii Mari și Hotărnicia Moșiei Hudeștii Mari, proprietarii din anul 1882 ai moșiei erau Ioan, Ilie și Gheorghe Ciolac și Ioan Teutu. O parte din păduri a fost vândută lui Iosub Baraț.
În 1905 exista o parte de pădure în posesia Mariei I. Ciolac care a vândut-o lui Nicolae și Malca Selțer din Dorohoi. Ion Franc era în acei ani contabilul moșiei. Ca urmare, a făcut un contract de vânzare-cumpărare cu familia Selțer și s-a angajat să o plătească în 50 de ani cu o dobândă de 4% pe an. Valoarea contractului era de 320,000lei noi. Devenind proprietar, Ion Franc a luat în arendă partea de moșie a lui Ilie Ciolac și a fiicei acestuia - Eufrosina. Reforma agrară din anul 1921 a expropiat 4967ha din averea lui Ion Franc și a altora, suprafața care a rămas tuturor proprietarilor fiind de 1366ha.
Satul Bobești care era în trecut în componența comunei Hudești nu mai există astăzi. El a fost menționat în documentele istorice sub numele Bobeștii de Jos și apare pe harta istorică a moșiei Hudești, iar pe harta lui Friedrich Wilhelm Bawr din 1781 deținea o suprafața locuită mai mare ca satul Hudești. Într-un document din 8 martie 1559 s-a menționat că  este un „... privilegiu de întărire ce a avut bunicul lor Cozma Bobici, satul ce se numește Bobeștii de Jos, la Bașeu cu loc de iaz și moară”. Așezarea Bobești apare în secolul al XVII-lea ca fiind „... un sat întărit cu loc de iaz și moară lui Ioan”.
Satul Mlenăuți este menționat împreună cu Bobești și Hudești în documentul din 22 iulie 1643 care arată că „... turcu fost stolnic din Cuzlău și Borileanu uricar primind porunca lui Vasile V. V. să aleagă hotarul satului Mlenăuți, dăruit de Miron Barnovschi V. V. mănăstirii Solca și jumătate din Siliștea Licina, cumpărătura lui Evloghie episcop din Rădăuți de la Moișanu cum și cu Petrică, ginerele Tolocicoaei cu frații lui, strângând oameni tineri și bătrâni megieși din Bobești, Petre Roșca din Concești, Gherasim, Andrei Murguian, Toader diac, fiul lui Pricop Bobăscu din Cuzlău, Miron din Bobești... popa Toader din Havârna... Iațco din Hudești care a fost Licina, Glige din Hudești... au aflat cum să le despartă în jumătatea hotarului Mlinăuților și Siliștea Lișna”. Moșia din Mlenăuți a fost în stăpânirea familiei Tolocico, după care a trecut în proprietatea unor mănăstiri, apoi a slugerului Toader Manole. Pe această moșie se află un loc numit „La Mazâli”. Tradiția orală a păstrat legenda că aici erau trimiși boierii decăzuți din unele drepturi de către domnitorul Moldovei.
În anul 1774, mult mai târziu, documentele istorice amintesc și de toponimul „Hudeștii Mici”, de fapt referindu-se la satul Miorcani ce se află astăzi în componența Comunei Rădăuți-Prut.